# Boina Verde (revista)
A Boina Verde é uma publicação periódica portuguesa, de natureza e gestão militar, focada em assuntos relacionados com as Tropas Paraquedistas de Portugal.
Com as suas origens no boletim militar Salta! (Batalhão de Caçadores Paraquedistas, 1956) e no jornal Boina Verde (Batalhão de Caçadores Paraquedistas n.º 21, 1965), esta publicação é editada no formato de revista, de forma contínua, desde 1982, acompanhando a história dos paraquedistas portugueses desde a sua criação.

## Ligações Externas
- «Representações digitais das revistas Boina Verde (n.º 120 a 258), no Internet Archive» 🔗